# Bismarck von hinten oder Wir schließen nie
Bismarck von hinten oder Wir schließen nie ist ein vom Norddeutschen Rundfunk produziertes Fernsehspiel. Das Drehbuch schrieb Helga Feddersen, Regie führte Joachim Hess.

## Inhalt
Im Mittelpunkt stehen die Familien Knüppel und Dreier, die im Hamburger Stadtteil St. Pauli unweit des Bismarck-Denkmals leben. Knüppels haben Probleme mit ihrer ältesten, aber noch minderjährigen Tochter Angelika, die von ihrem Freund Frank Dreier, der gerade seinen Grundwehrdienst ableistet, ein Kind erwartet. Vater Knüppel will zunächst weder von Kind noch Schwiegersohn etwas wissen, doch da der Rest der Familie eisern zusammenhält, kommt es am Schluss zur Versöhnung und Knüppel selber ist es, der als Zugführer bei der Deutschen Bundesbahn das Abfahrtsignal zur Hochzeitsreise des jungen Paares gibt.
Ganz andere Sorgen plagen Franks Eltern Berni und Dodo Dreier. Sie sind Betreiber einer kleinen Wäscherei und sehen ihre Existenz durch ein Waschcenter bedroht, das auf der anderen Straßenseite eröffnet wurde und 24 Stunden täglich geöffnet hat. Nicht nur, dass Dreiers die Kunden ausgehen, Dodo Dreier beginnt auch noch ein Verhältnis mit dem schwedischen Ingenieur Larsson, der mit für die Errichtung des konkurrierenden Unternehmens verantwortlich ist. Doch schließlich hilft Larsson den Dreiers, sich eine neue Existenz aufzubauen. Zwar lassen sich die Dreiers scheiden, doch Dodo wohnt weiterhin bei Berni.

## Sonstiges
Mit viel Lokalkolorit gezeichnet, spielt auch diese Geschichte im Milieu sogenannter „kleiner Leute“, wie es in Helga Feddersens Drehbüchern oft der Fall war, so in dem Fernsehspiel Sparks in Neu-Grönland oder der zwischen 1968 und 1971 entstandenen Trilogie um den Schiffskoch Gustav Andresen (Vier Stunden von Elbe 1, Gezeiten und Im Fahrwasser).